# Nationalpark Triglav
Der Nationalpark Triglav (slowenisch: Triglavski narodni park) ist der einzige Nationalpark Sloweniens. Die IUCN ordnet das Gebiet der Kategorie II (Nationalpark) zu (WDPA 2517). Die staatliche Nationalparkverwaltung hat ihren Sitz in Bled.

## Geographie
Der Park liegt in den Julischen Alpen, im Nordwesten Sloweniens, an der Grenze zu Italien und Österreich, und hat eine Größe von 83.982 Hektar (839 km²).

## Geschichte
1908 wurde erstmals vorgeschlagen, die Triglav-Region nachhaltiger zu schützen. Im Jahr 1924 dann wurde zunächst ein 1.400 ha großes Tal als „Alpiner Schutzpark“ ausgewiesen, der 1961 etwas vergrößert wurde und den Namen Nationalpark bekam. Seit 1981 gibt es den Nationalpark in der heutigen Größe und Form. Im Kernbereich des heutigen Nationalparks werden die Bestimmungen des Naturschutzes streng überwacht.
Im Park gibt es 7.000 km markierte und regelmäßig gewartete Wege mit Gasthöfen und Schutzhütten.

## Der Nationalpark

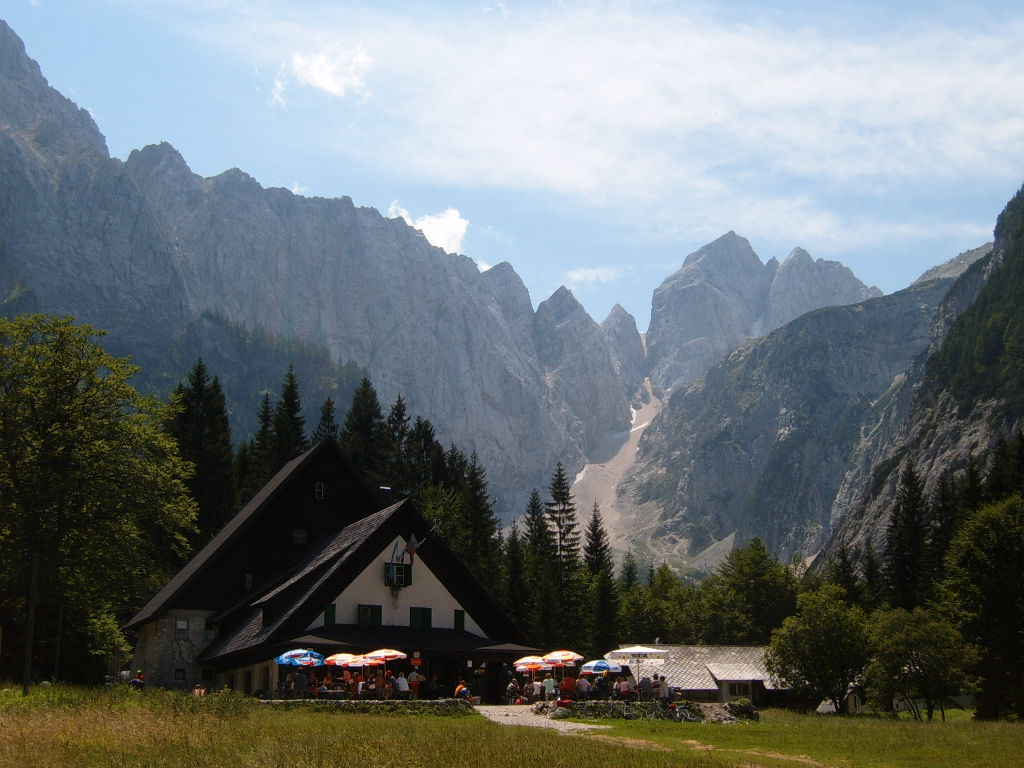
Tamar (Planica-Tal)

Der Nationalpark ist benannt nach dem mit 2864 m höchsten Berg Sloweniens, dem Triglav, der fast im Zentrum des Parks liegt. Im Nationalpark liegen zahlreiche Gletscherseen, an Gesteinsarten dominiert Kalkstein. Besonders hervorzuheben sind - neben dem hochalpinen Gebiet - die Täler von Soča und Sava Bohinjka mit dem Wocheiner See (Bohinjsko jezero), dem größten dauerhaften See Sloweniens, welche sich eine sehr ursprüngliche Landschaft und Architektur bewahren konnten, sowie die waldreichen Hochebenen Pokljuka und Mežakla.
Die Nationalparkverwaltung sitzt in Bled, ein Informationszentrum Dom Trenta befindet sich in Soča und ein weiterer Infopunkt zum Nationalpark in Kobarid.

### Fauna

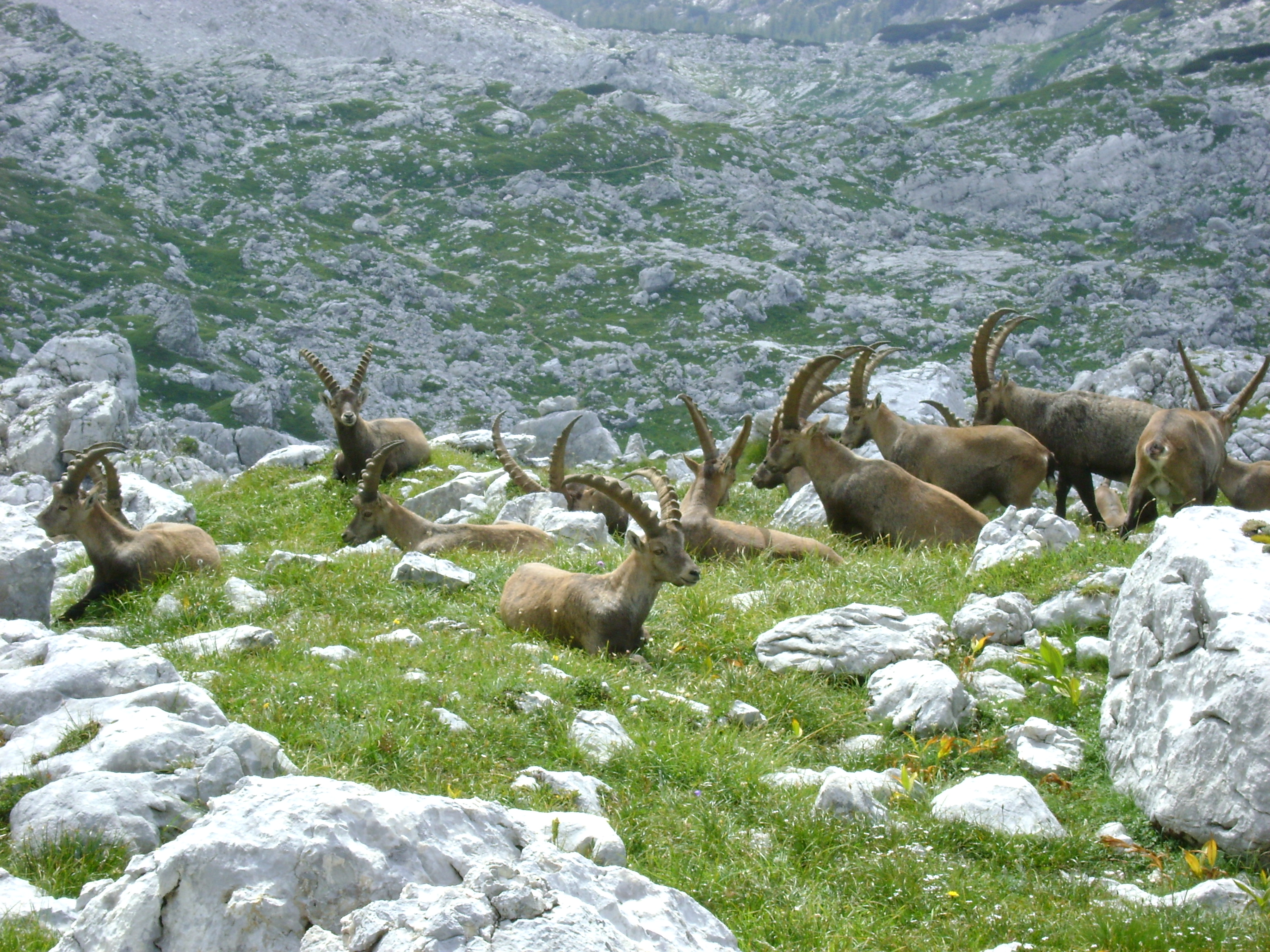
Steinböcke im Bereich der Koča na Prehodavcih

Die Fauna des Nationalparks ist artenreich. Neben den üblichen Alpenwildtieren wie Steinbock, Gämse, Rothirsch und Auerhahn durchstreifen gelegentlich Braunbären das Gebiet, auch Luchse leben dort.
In der Luft kann man Steinadler beobachten. Als Giftschlangen sind die Sand- und die Kreuzotter erwähnenswert. Von den zahlreichen endemischen Arten ist die Marmorataforelle erwähnenswert, die in der Soča sowie einigen anderen Zuflüssen der Adria vorkommt. Ihr Bestand ist noch immer durch die im Zweiten Weltkrieg ausgesetzten Bachforellen bedroht.

### Flora
Auch die Pflanzenwelt des Nationalparks ist von Bedeutung. Aufsehen erregten zahlreiche endemische Pflanzenarten bei den Botanikern bereits im 18. Jahrhundert. Bekannt im Triglav-Nationalpark sind die (violette) Zois-Glockenblume, das rote Dolomiten-Fingerkraut sowie der gelbe Julische Mohn und das Alpen-Edelweiß. In den Höhenlagen ab 2000 m wachsen im Schutze von Latschen die als Almrausch bekannte Bewimperte Alpenrose sowie die Zwerg-Alpenrose (Heidekrautgewächse).

## Tourismus
Touristisch bedeutsam ist für das Gebiet des Nationalparks, das von einem Netz von einheitlich markierten Bergpfaden durchzogen wird, das Bergsteigen etwa am Svinjak. Der Slowenische Alpenverein unterhält hier 32 Häuser und Hütten. Außerdem ist das Wildwasserpaddeln bedeutsam. Die Flüsse Soča und Koritnica sind ein Anziehungspunkt für Wassersportler, unter anderem wegen einiger herausfordernder Wildwasserstrecken.
Zur Erkundung des Inneren des Nationalparks eignen sich als Ausgangspunkte insbesondere die von Norden im Uhrzeigersinn aufgezählten Ortschaften Kranjska Gora, Bled, Kobarid und Bovec.

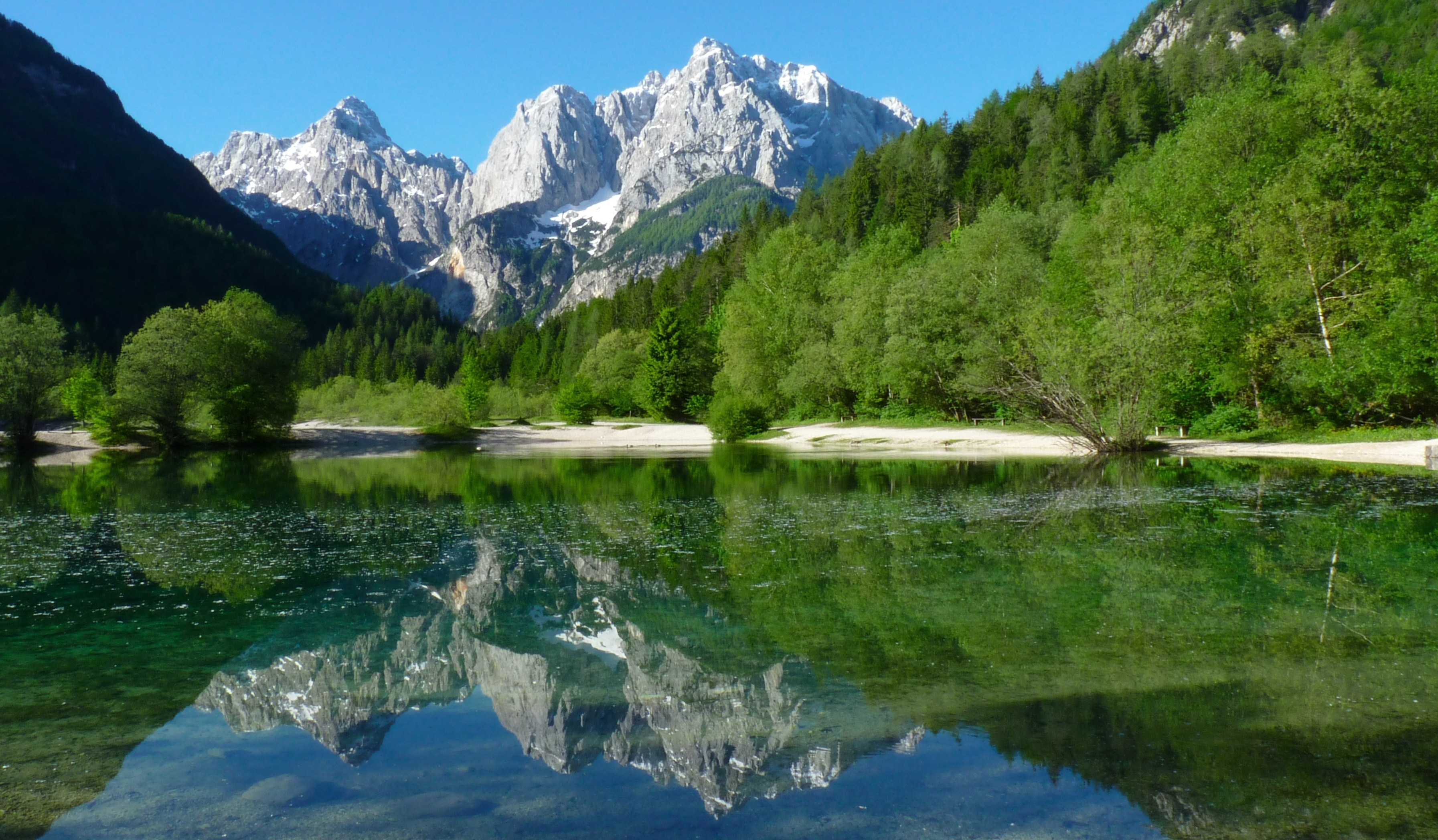
Im nördlichen Teil des Nationalparks
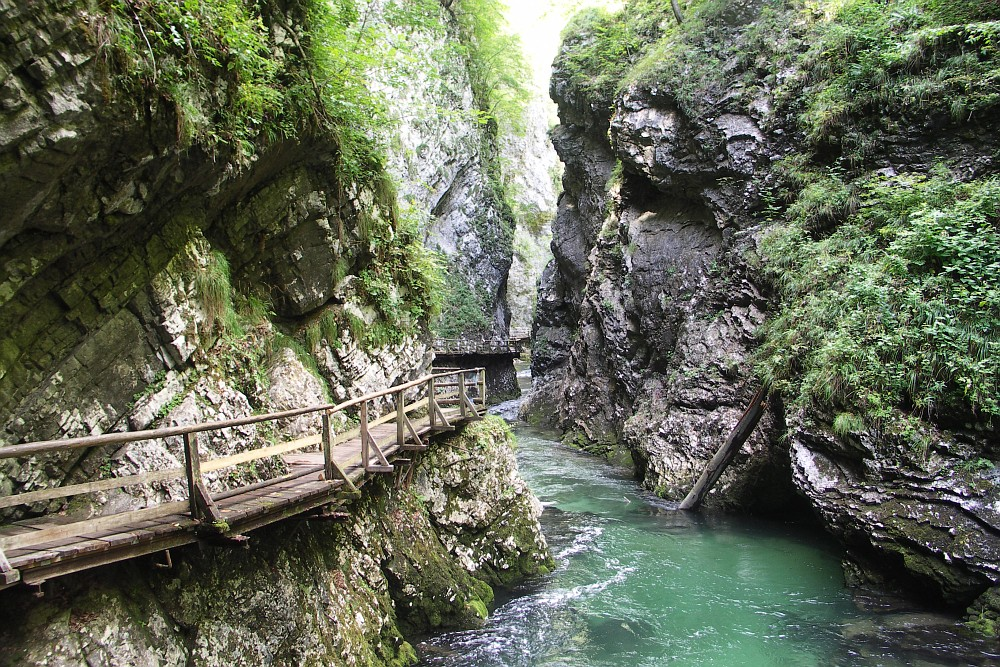
Die Vintgar-Klamm
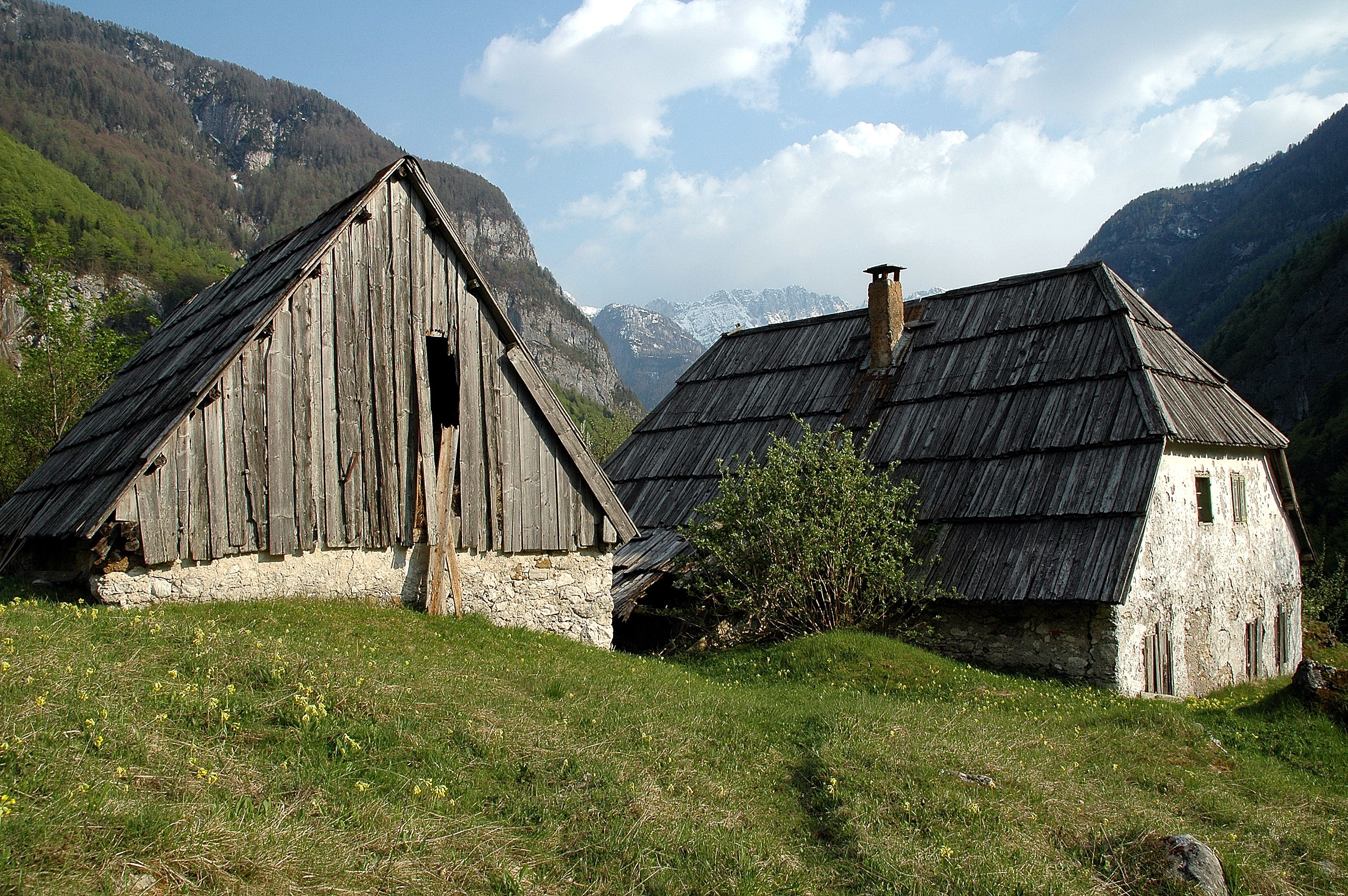
Typischer Bauernhof in der oberen Trenta